# Wise (Unternehmen)
Wise, ehemals TransferWise, ist ein Online-Geldtransfer-Service für Fremdwährungen mit Sitz in London-Shoreditch. Das Unternehmen wurde im Jahr 2011 von den beiden Esten Kristo Käärmann und Taavet Hinrikus gegründet.
Am 7. Juli 2021 ist Wise per Direktplatzierung und ohne zuvor festgelegte Preisspanne an die London Stock Exchange gegangen. Es war der bisher größte Börsengang eines Fintech an der Londoner Börse und die erste Direktplatzierung dort überhaupt. Wise startete mit einer Bewertung von 7,95 Milliarden Pfund und lag am Ende des ersten Handelstags bei  8,3 Mrd. Pfund (9,7 Mrd. Euro, etwa 11 Mrd. US-Dollar).
Zu den Investoren gehören (Stand vor dem Börsengang) Peter Thiels Wagniskapitalgesellschaft Valar Ventures, Errol Damelin, Max Levchin, David Yu, Richard Branson und Andreessen Horowitz.

## Geschäftskonzept

### Wise Offices
Seit 2012 agiert die  Wise Plc von dem Head-Office in London-Shoreditch im Jahr 2023 mit „unter 5000 Mitarbeitern“ in den 25 Standorten Australien, China, Hongkong, Indien, Indonesien, Japan, Malaysien, Neuseeland, Philippinen, Singapur, Süd-Korea, Thailand, Vereinigte Arabische Emirate, Belgien, England & Wales, Estland, Ungarn, Israel, Niederlande, Spanien, Schweiz (Zürich), Brasilien, Chile, Mexiko, Kanada und USA (Delaware).

### Internationale Geld-Transfers

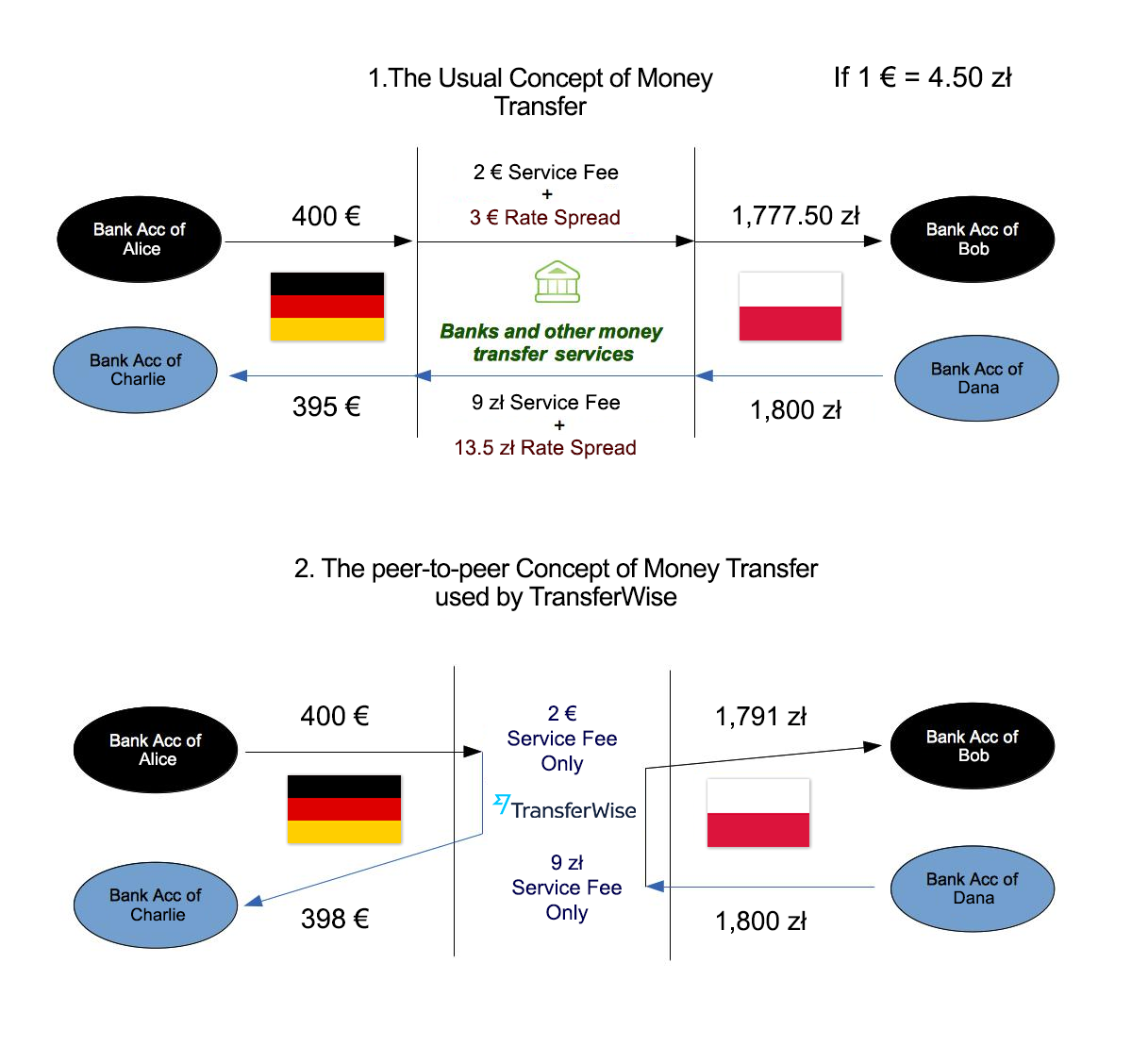
Peer-to-Peer-Konzept von Wise im Vergleich zu herkömmlichen Banken

Wise gibt an, Probleme der Finanzwelt aufzugreifen, unter denen die Verbraucher bei Auslandsüberweisungen leiden würden: Intransparenz, hohe Bankgebühren, lange Überweisungsdauer bis zur Ankunft. Dabei wurden 2018 mehr als 200 Millionen Überweisungen alleine aus Deutschland ins Ausland getätigt.
Wise versucht, herkömmliche Banken bei Gebühren für internationale Überweisungen mit unterschiedlicher Sender- und Empfänger-Währung in Preis und Wartezeit zu unterbieten. Die Transfergebühren auf den Hauptrouten liegen zwischen 0,3 bis 1,5 Prozent des Überweisungsbetrags (abhängig von Währungsroute und Einzahlungsmethode). Wise nutzt ein Peer-to-Peer-Konzept.
Neben dem lokalen Zahlungsprinzip wird der offizielle Devisenkurs verwendet.

### Geschäftsentwicklung
Im ersten Jahr wurden 10 Millionen Euro transferiert. Seit Oktober 2013 ist Wise in Deutschland verfügbar. In den ersten drei Jahren wurden über Wise eine Milliarde US-Dollar an Kundengeldern transferiert, Ende 2015 waren es laut Eigenangaben 700 Millionen Euro pro Monat. Zu diesem Zeitpunkt hatte das Unternehmen 400 Mitarbeiter. Im Jahr 2020 ist die Mitarbeiterzahl auf mehr als 2.000 Mitarbeiter angestiegen. Im Geschäftsjahr bis zum 31. März 2019 stieg der Gewinn nach Steuern auf 10,3 Millionen Pfund.
Als einer der größten Konkurrenten gilt neben dem herkömmlichen Überweisungsdienst Western Union das ebenfalls in London ansässige Start-up Revolut.
Neben Großbritannien stellt Deutschland den größten Markt in Kontinentaleuropa dar.
Am 18. Mai 2020 erfolgte im Schweizerischen Handelsregister die Eintragung einer Schweizer Gesellschaft im Kanton Zug, da der Schweizer Markt zu den „wichtigsten und wachstumsstärksten Märkten in Europa“ gehöre.

## Wise Produktpalette
Neben dem klassischen Geldversand von Bankkonto zu Bankkonto gibt es noch einige weitere Produkte, die Wise anbietet.

### Multi-Währungs-Konto

Screenshot: Überblick über Guthaben in mehreren Währungen

Wise bietet Multi-Währungskonten in 40 Währungen an, auf Englisch auch Borderless Account genannt, also grenzenloses Konto. Als Besitzer eines solchen Multi-Währungskontos hat man Guthaben in mehreren verschiedenen Währungen. Normalerweise wird von Wise nur die Identität überprüft. Der Nachweis eines Wohnsitzes ist nur in Einzelfällen nötig.
Zu einigen Währungen kann man Bankverbindungen mit einer individuellen Kontonummer erhalten, so dass man Überweisungen aus den jeweiligen Ländern in der entsprechenden Landeswährung empfangen kann. Somit können die sonst üblichen Bankgebühren oder ungünstige Wechselkurse für internationale Überweisungen vermieden werden. Dadurch kann man eine Bankverbindung auch außerhalb seines Wohnsitzlandes haben. Verfügbar sind Konten in der jeweiligen Währung mit Kontonummern der Europäischen Union, Großbritannien, den Vereinigten Staaten, Australien, Neuseeland, Singapur, Rumänien, Kanada, Ungarn und der Türkei.
Zum Konto erhält man eine Visacard-Debitkarte, welche Google Pay und Apple Pay unterstützt und mit der Zahlungen an POS-Terminals und bei Online Shops ohne Kartengebühr möglich sind, wenn das Multi-Währungskonto das Guthaben in der jeweiligen Währung aufweist.
Ein Wechsel von Guthaben von einer Währung zu einer anderen Währung erfolgt zum Devisenmittelkurs, also dem Mittelwert des aktuellen Wechselkurses an den Finanzmärkten, allerdings werden üblicherweise 0,4 % des umgetauschten Geldes als Wechselgebühr von Wise erhoben.
Das Multi-Währungs-Konto unterscheidet sich von einem herkömmlichen Bankkonto dadurch, dass für ersteres im Falle einer Insolvenz keine Einlagensicherung greift.
Zum 18. Juni 2022 führt Wise einen Negativzins von −0,9 % ein für Guthaben, die über 3.000 € (private Konten) bzw. 30.000 € (Geschäftskonten) hinaus gehen – ab dem vierten Tag nach Geldeingang. Die Webseite veröffentlichte dem widersprechende Angaben, der Kundensupport teilt die korrekten Angaben mit.

### Wise for Banks
Neben Privat- und Geschäftskunden bietet Wise auch für Banken Lösungen an. Diese können die Wise API ins eigene IT-System integrieren und sparen Entwicklungskosten. Im Gegenzug können deren Bankkunden so von den günstigen und transparenten Wechselkursen profitieren, ohne sich separat bei Wise anmelden zu müssen.
Folgende Banken haben bereits eine Partnerschaft mit Wise:
- Bunq (Niederlande, von 2018 bis 2024)[24][25]
- Monzo (Großbritannien, seit 2018)[26][27]
- Groupe BPCE (Frankreich, seit 2018)[28]
- Neon (Schweiz, seit 2020)[29]
- N26 (Deutschland)[30]
- LHV (Estland)[31]
- Novo (USA)[32]
- Stanford Federal Credit Union (Kalifornien, USA)[33]
- ActivoBank (Portugal)[34]
- Equitable Bank (Kanada)[34]
- Up (Australien)[34]

## Kundenzufriedenheit
In Sachen Kundenzufriedenheit erhielt das Unternehmen im Juli 2019 das TÜV-Siegel mit der Gesamtnote 1,6. Die Kundenbefragung von 1980 Teilnehmern ergab eine Gesamtzufriedenheit von 85 %. Verglichen wurden Zuverlässigkeit, Höhe und Transparenz der Gebühren, Dauer der Überweisung, Kundenservice und Umgang mit Beschwerden. Dabei fiel auf, dass auf der Ebene des Beschwerdemanagements der größte Verbesserungsbedarf besteht. Zudem geben 89 % der Kunden an, dass sie mit Wise sehr zufrieden sind und aktiv weiterempfehlen. Die überwiegende Mehrheit sprach sich positiv über die Dauer der Überweisung aus.
Andererseits gibt es kritische Stimmen. Die Nutzungsrichtlinien enthalten eine ganze Reihe von Überraschungen, z. B. ein Verbot von Transaktionen im Zusammenhang mit Kuba, Tabak, Alkohol, Pharmazeutika (auch von Online-Apotheken), Nonprofit- und Wohltätigkeitsorganisationen vieler Staaten. Das Guthaben kann bis zu 90 Werktage (Montag bis Freitag) ohne Begründung „eingefroren“ werden.
Der Anlass ist in der Regel eine tiefer gehende Prüfung des Überweisenden oder des Geld-Empfängers. Im Überprüfungszeitraum ist das Konto vollständig gesperrt. Es ist kein Geldempfang und kein Geldversand möglich. Hatte man das Privatkonto und das Geschäftskonto bei Wise verbunden, gilt auch die Kontensperrung für beide Konten.
Im Januar 2023 wurde bekannt, dass Wise das Konto eines in Berlin ansässigen Start-Ups gekündigt hat, das mittels Spendengeldern kugelsichere Westen für Soldaten und Zivilisten in der Ukraine herstellt. Offenbar wurde das Unternehmen von Wise als Waffenproduzent eingestuft.